# Província de Trapani
La província de Trapani  (sicilià Pruvincia di Tràpani) és una província que forma part de la regió de Sicília dins d'Itàlia. És la més occidental de les províncies sicilianes. La seva capital és Trapani.
Limita a l'est amb la ciutat metropolitana de Palerm, al sud-est amb la província d'Agrigent, al nord amb la mar Tirrena i a l'oest i sud amb la mar Mediterrània.

Límits de la província

Té una àrea de 2.469,62 km², i una població total de 434.721 hab. (2016). Hi ha 24 municipis a la província.

## Principals municipis
| Municipi                | Població (h) | Superfície (km²) |
| ----------------------- | ------------ | ---------------- |
| Trapani                 | 70.576       | 271 km²          |
| Marsala                 | 82.489       | 241 km²          |
| Mazara del Vallo        | 51.328       | 275 km²          |
| Alcamo                  | 45.817       | 130 km²          |
| Castelvetrano           | 30.586       | 206 km²          |
| Erice                   | 28.496       | 47 km²           |
| Castellammare del Golfo | 15.034       | 127 km²          |
| Valderice               | 11.965       | 52 km²           |
| Paceco                  | 11.395       | 58 km²           |
| Partanna                | 11.309       | 82 km²           |
| Salemi                  | 11.251       | 181 km²          |
| Campobello di Mazara    | 10.798       | 65 km²           |
| Pantelleria             | 7.693        | 83 km²           |
| Petrosino               | 7.629        | 44 km²           |
| Calatafimi Segesta      | 7.185        | 154 km²          |
| Custonaci               | 5.315        | 69 km²           |
| Santa Ninfa             | 5.196        | 63 km²           |
| Gibellina               | 4.408        | 45 km²           |
| Favignana               | 4.366        | 37 km²           |
| San Vito Lo Capo        | 4.217        | 59 km²           |
| Buseto Palizzolo        | 3.152        | 72 km²           |
| Vita                    | 2.229        | 8 km²            |
| Salaparuta              | 1.778        | 41 km²           |
| Poggioreale             | 1.622        | 37 km²           |

## Galeria d'imatges

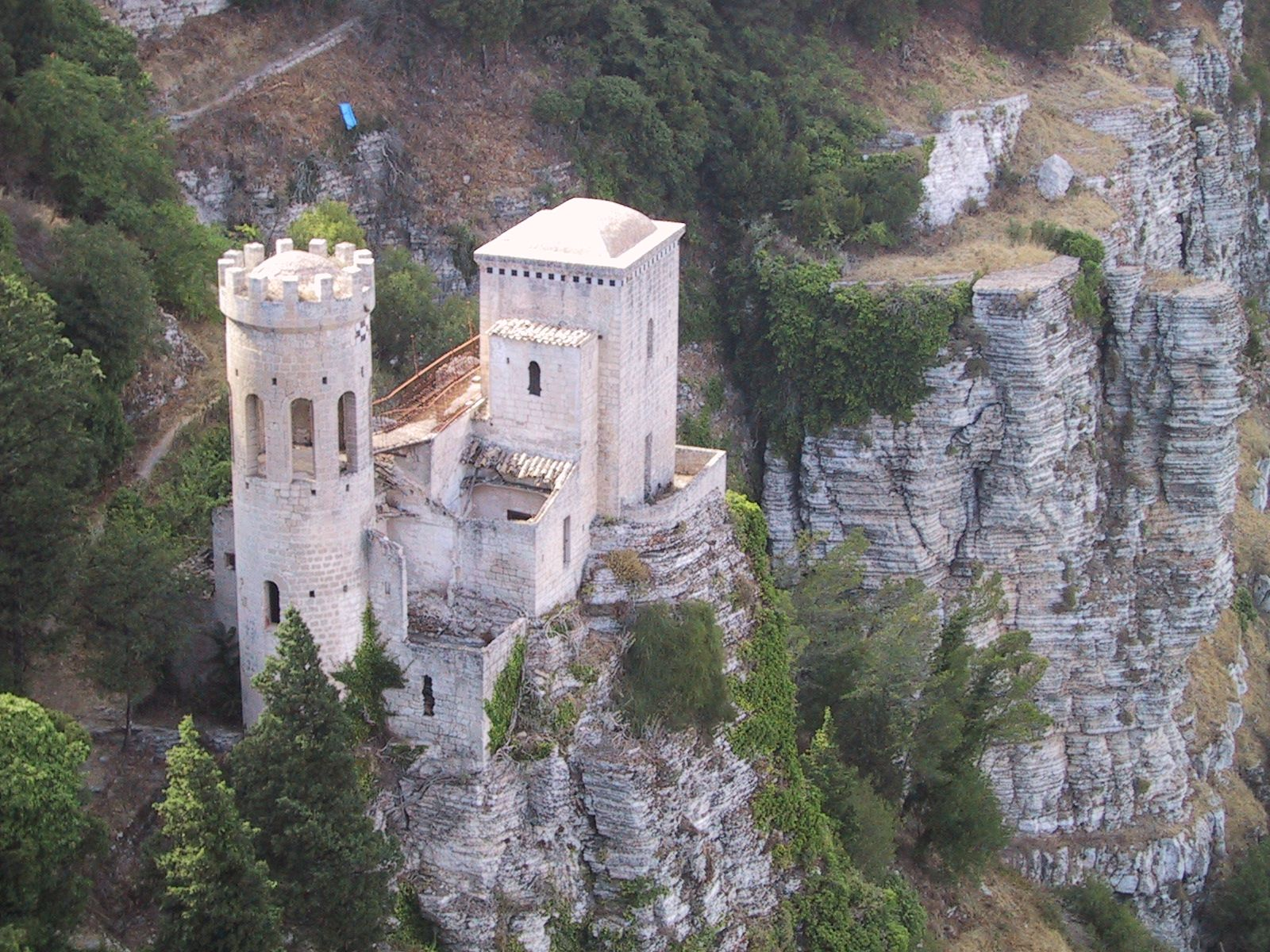
Castell d'Erice
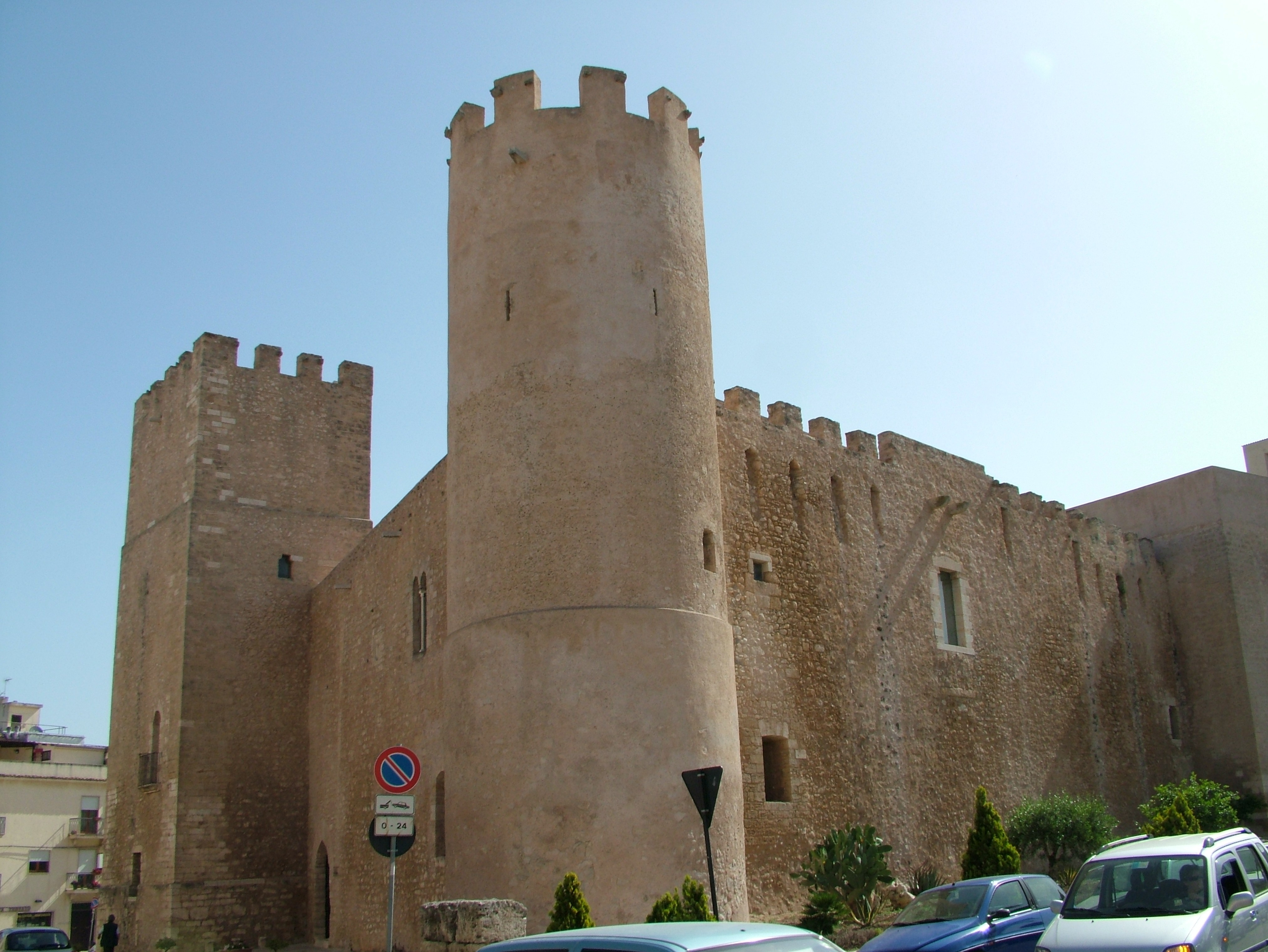
Castell d'Alcamo
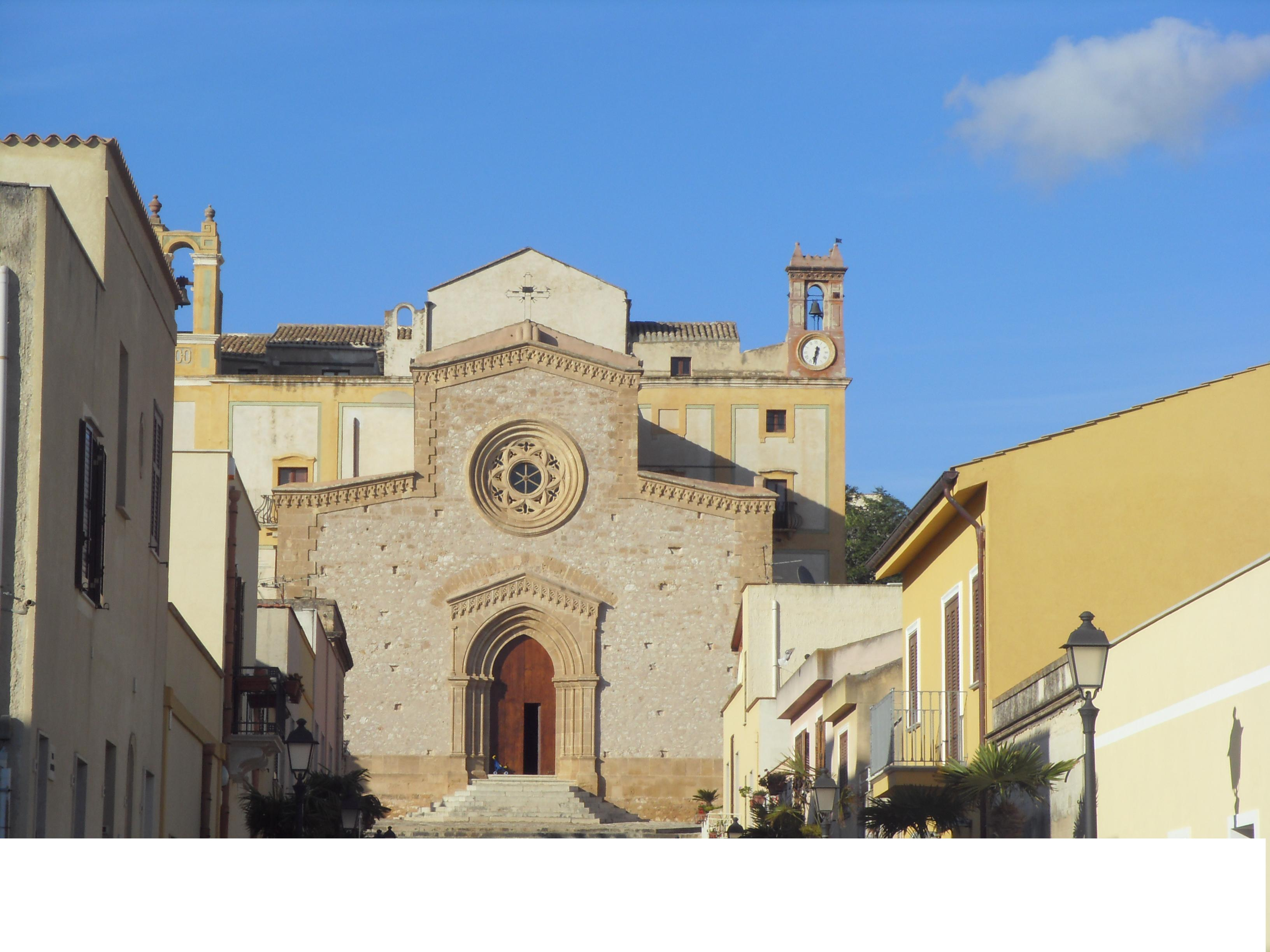
Església de Custonaci
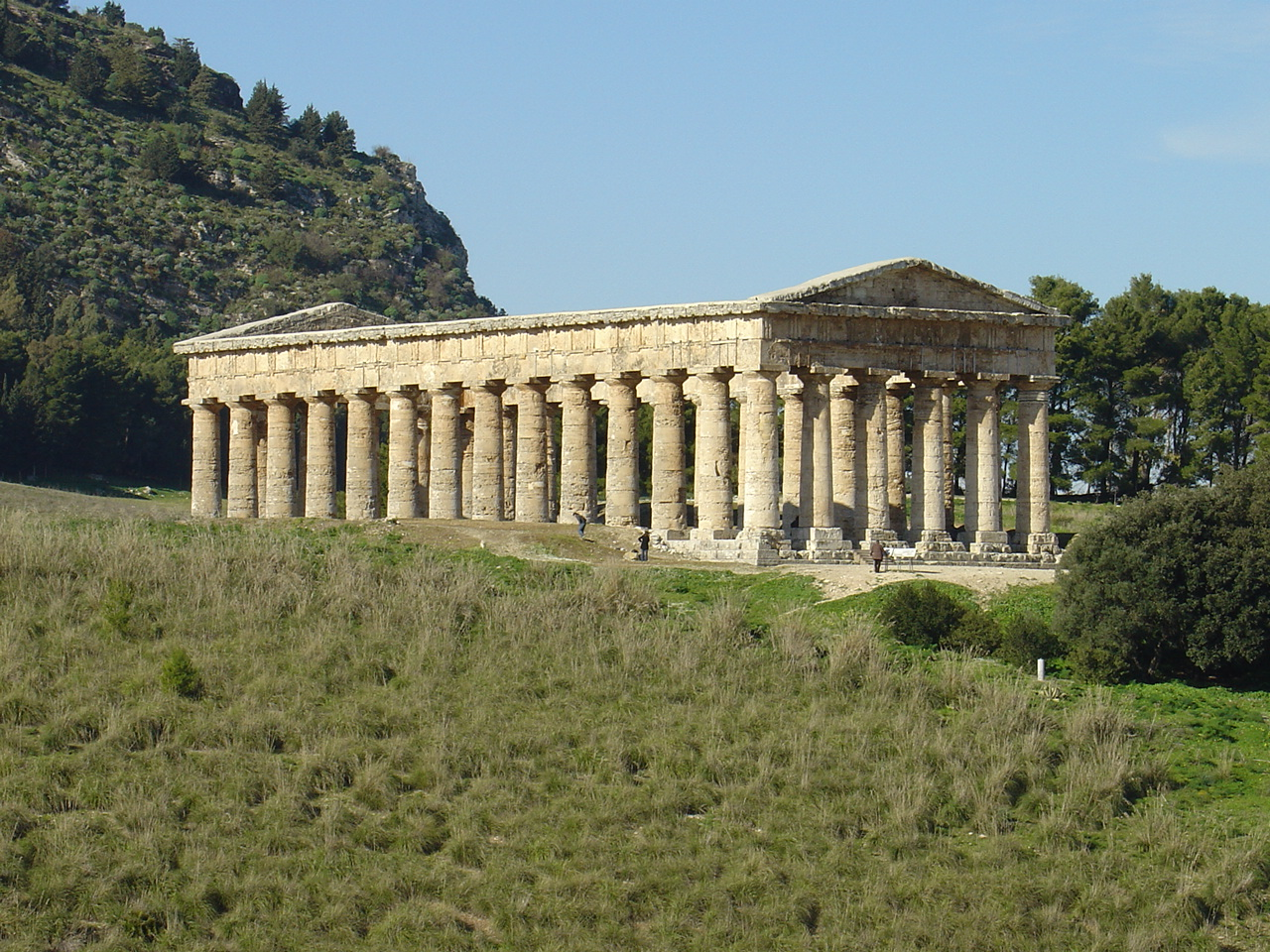
Temple grec de Segesta